# Krakels ABC - Den galna dammsugaren
Krakels ABC - Den galna dammsugaren är ett svenskt datorspel från 1998 i serien Krakels ABC.
Spelet är uppbyggt kring Lennart Hellsings och Poul Ströyers sagoland Allemansland och figurer och ramsor från deras böcker. Det finns en ramberättelse till övningarna i programmet som går ut på att en galen dammsugare har sugit i sig alla bokstäver och allt språk. Användarens uppgift är att hjälpa till så att språket och texterna kommer tillbaka och att allt blir ställt tillrätta i de olika städerna. 
Spelet bygger på det första spelet i serien, Krakels ABC - Storm över Allemansland och riktar sig nu till barn som kommit längre i sin läs- och skrivutveckling. Det finns fem städer i Allemansland som vardera behöver hjälp med två olika uppgifter. Man väljer själv i vilken ordning man vill göra de olika övningarna. Varje övning har tre svårighetsgrader och man måste ha klarat den första för att komma till nästa. På nivå 1 och 2 får man ofta lyssna på orden man ska arbeta med och på nivå 1 brukar man också kunna få hjälp av en bild. På nivå 3 är man oftast hänvisad till att läsa orden. Ordens svårighetsgrad ökar också för varje nivå, så att det till exempel är större skillnader mellan orden på nivå 1 eller fler ord att välja mellan på nivå 3.
Övningarna handlar om att stegvis bygga meningar utifrån frågeord, leka med omkastade bokstäver, rimma, träna på obestämd artikel och olika pluraländelser, arbeta med betoning, rytm och sammansatta ord, laborera med ordföljd samt urskilja fonem och lång - kort vokal.

## Röstroller[2]
| David Wiik                        | – Krakel Spektakel |
| Robin af Ekenstam                 | – Opsis Kalopsis   |
| Isabelle Rhedin Hüttner           | – Kusin Vitamin    |
| Lolita Ray Lindholm & Jan Sjöberg | – Ord och Ramsor   |